# ووکاشین پولکسیچ
ووکاشین پولکسیچ (صربی: Vukašin Poleksić؛ زادهٔ ۳۰ اوت ۱۹۸۲) بازیکن فوتبال اهل مونته‌نگرو بود.
از باشگاه‌هایی که در آن بازی کرده‌است می‌توان به باشگاه فوتبال سوتیسکا نیکشیچ، باشگاه فوتبال دبرتسنی، و باشگاه فوتبال لچه اشاره کرد.
وی همچنین در تیم‌های ملی فوتبال صربستان و مونته‌نگرو و مونته‌نگرو بازی کرده‌است.